# 12154 Callimachus
12154 Callimachus eller 3329 T-1 är en asteroid i huvudbältet som upptäcktes den 26 mars 1971 av den nederländsk-amerikanske astronomen Tom Gehrels och det nederländska astronomparet Ingrid van Houten-Groeneveld och Cornelis Johannes van Houten vid Palomarobservatoriet. Den är uppkallad efter Kallimachos från Kyrene.
Asteroiden har en diameter på ungefär 6 kilometer och den tillhör asteroidgruppen Eos.